# Hans-Jürgen Rennack
Hans-Jürgen Rennack (* 25. Mai 1942 in Gumbinnen) ist ein Brigadegeneral außer Dienst des Heeres der Bundeswehr.

## Leben
Nach der Flucht aus Ostpreußen besuchte Rennack die Grundschule in Goslar, das Internatsgymnasium Plön und wuchs in Hamburg auf. 1962 erlangte er das Abitur und trat in die Bundeswehr ein, wo er die Ausbildung zum Offizier der Panzertruppe durchlief. Von 1973 bis 1975 absolvierte er den 16. Generalstabslehrgang Heer an der Führungsakademie der Bundeswehr in Hamburg, wo er zum Offizier im Generalstabsdienst ausgebildet wurde.
Als Oberst i. G. war er von Mitte September 1984 bis Ende September 1986 Chef des Stabes der 7. Panzergrenadierdivision.
Später war er als Referatsleiter im Führungsstab des Heeres des Bundesverteidigungsministerium in Bonn, bevor er von April 1991 bis März 1993 letzter Kommandeur der Panzergrenadierbrigade 17 wurde. Anschließend war er bis 1995 General der Panzertruppe.
Bis 1999 leitete er die Abteilung III Heeresentwicklung im Heeresamt in Köln und wurde anschließend Stellvertretender Kommandeur und Kommandeur Divisionstruppen der 14. Panzergrenadierdivision in Neubrandenburg. Von Juni 2001 bis Dezember 2001 war er zugleich Chef des Stabes des HQ SFOR. Mit Ablauf des Mai 2003 wurde er in den Ruhestand versetzt.
Rennack ist verheiratet und hat einen Sohn.